# Новоржев
Новоржев (рус. Новоржев) насељено је место са административним статусом града на западу европског дела Руске Федерације. Налази се у централном делу Псковске области и административно припада Новоржевском општинском рејону чији је уједно и административни центар.
Према проценама националне статистичке службе за 2016. у граду је живело 3.358 становника.
Званичан статус града Новоржев носи од 1777. године.

## Географија
Град Новоржев налази се у централном делу Псковске области, у равничарском подручју где Соротска низија постепено прелази у благо заталасано подручје моренског Бежаничког побрђа, на надморској висини од 76 m. Источни део града омеђен је акваторијом језера Орша, док је на западу мања акваторија језера Росцо. Оба језера су међусобно повезана вештачким каналом који уједно дели град на два дела. Кроз град протиче река Сорот, лева притока Великаје.
Новоржев се налази на око 140 километара југоисточно од административног центра области, града Пскова.

## Историја
Претеча савременог насеља била је новгордска тврђава Ржева, основана 1396. године на граничном подручју према литванској кнежевини. На месту некадашње тврђаве током XVIII века налазило се малено насеље Аршо које је указом императорке Катарине II од 1777. године преименовано у град Новоржевск. Истим указом Новоржев је постао административним центром новооснованог Новоржевског округа. Званичан градски грб усвојен је 1781. године.
Према статистичким подацима из 1896. у граду је живело 2.436 становника, од чега су њих 1.889 чинили православни верници, 218 су били Јевреји, 143 католика, 85 протестаната, 56 старовераца и 45 припадника осталих религија. У граду су у то време постојале две штавионице коже, 7 ланара, млин, две цркве, 3 школе, библиотека и болница.
Године 1927. град постаје делом новоосноване Псковске области, односно административним центром Новоржевског рејона. Током Другог светског рата град је био под фашистичком окупацијом (окупација је трајала од 17. јула 1941. до 29. фебруара 1944. године).
У част обележавања 225 година од оснивања града, у Новоржеву је 2002. године откривен споменик императорки катарини Великој, дело вајара Владимира Горевоја.

## Демографија
Према подацима са пописа становништва 2010. у граду је живело 3.695 становника, док је према проценама националне статистичке службе за 2016. град имао 3.358 становника.
| 1939. | 1959. | 1970. | 1979. | 1989. | 2002. | 2010. | 2016. |
| ----- | ----- | ----- | ----- | ----- | ----- | ----- | ----- |
| 3.600 | 2.758 | 3.874 | 4.893 | 4.990 | 4.125 | 3.695 | 3.358 |